# يمام مرقط
يمام مرقط (الاسم العلمي: Spilopelia)، هو جنس من الحماميات يرتبط ارتباطًا وثيقًا باليمام (Streptopelia)، ولكنه يتميز عنه بالاختلافات في التشكل والسلوك. جادل بعض المؤلفين بأن Stigmatopelia هو الاسم الصحيح كما ظهر في سطر سابق على الرغم من أنه وضع أيضًا من قبل عالم الحيوان السويدي كارل جاكوب سوندفال، ولكن ريتشارد شود وإيان ج. اختارو Spilopelia مستشهدين بالفقرة 24 (ب) من القانون الدولي للتسمية الحيوانية (ICZN) التي تدعم قرار التنقيحات الأولى. يجمع اسم Spilopelia بين الكلمة اليونانية القديمة spilos التي تعني «أرقط» و peleia التي تعني «حمامة أو يمامة».

## الأنواع
يضم الجنس نوعين فقط:
- حمامة مرقطة، Spilopelia chinensis
- فاختة النخيل، Spilopelia senegalensis

قام بعض علماء الطيور بتقسيم الحمامة المرقطة إلى الحمامة المرقطة الشرقية (`` Spilopelia chinensis ) والحمامة المرقطة الغربية (Spilopelia suratensis).